# Патриарх града Иерусалима и всей Палестины

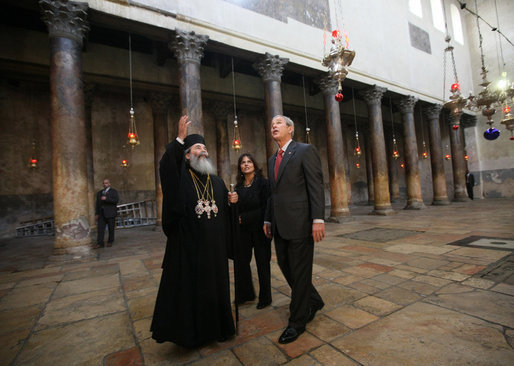
Патриарх Феофил III и президент США Джордж Буш в храме Рождества Христова в Вифлееме

Его Божественное Блаженство Патриарх Святого Града Иерусалима и всея Палестины, Сирии, Аравии, всего Заиорданья, Каны Галилейской и Святого Сиона (греч. Ή Αυτού Θειοτάτη Μακαριότης ὁ Πατριάρχης τῆς Ἁγίας Πόλεως Ἱερουσαλήμ καί πάσης Παλαιστίνης, Συρίας, Ἀραβίας, Πέραν τοῦ Ἰορδάνου, Κανᾶ τῆς Γαλιλαίας καί Ἁγίας Σιών, ивр. פטריארך ירושלים) — официальный титул предстоятеля (Патриарха) Иерусалимской Православной Церкви.
Иерусалимская православная церковь — одна из древнейших, и в диптихе Церквей стоит четвёртой после Константинопольской, Александрийской и Антиохийской.
Избранного Собором и Синодом кандидата на Патриаршем престоле утверждают три стороны: власти Иордании, Израиля и Палестины.
С 22 августа 2005 года носитель титула — Феофил III.

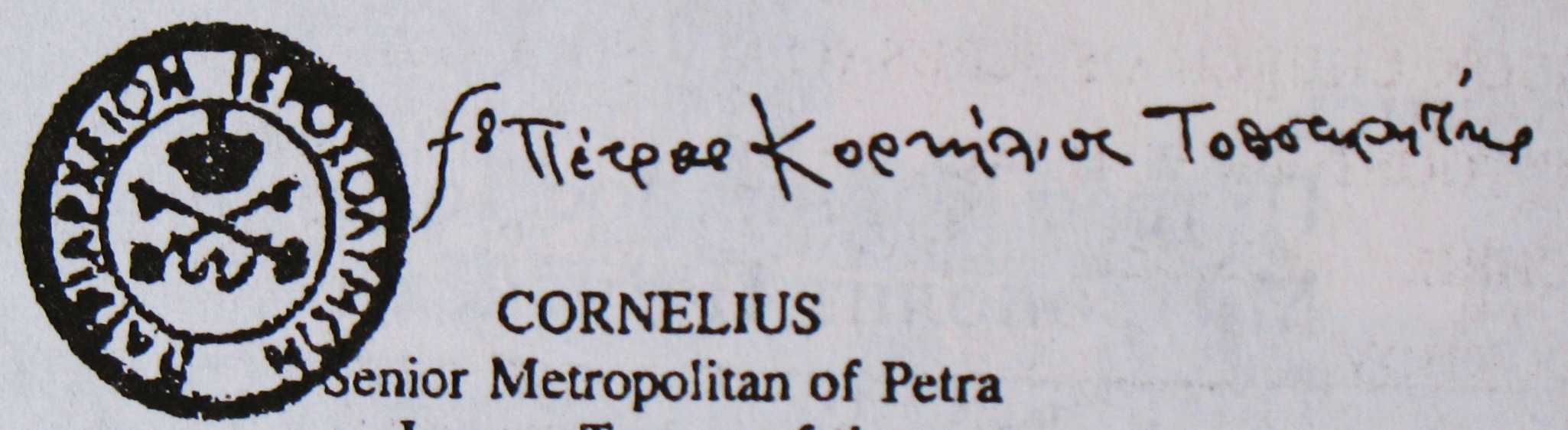
Печать Патриарха Иерусалимского. 2001 год